# Alberto Pereira de Almeida
Dr. Alberto Pereira de Almeida foi um monárquico jurista, escritor e jornalista português.

## Biografia
Nascido em Vila-Fernando, concelho da Guarda. filho de António Gomes de Almeida; formou-se em Direito em 1907, na Universidade de Coimbra. Era sócio do Instituto de Coimbra.
Concluída a sua formação universitária entra no concurso para cônsul e notário, que exerceu esta última actividade no Sabugal e Almeida.
Pelas sua ideias monárquicas esteve preso durante 10 meses e 10 dias nas cadeias de Almeida, Limoeiro, Trafaria, Relação do Porto e demitido após a prisão do cargo de notário.
Era o editor, diretor e proprietário da revista "Álbum dos Vencidos" (1913-1914) assim como foi foi autor do "Manual de Pré-história", que publicou em quanto estudante da Universidade e da obra “Portugal Artístico e Monumental” (Tipografia do Anuário Comercial, Lisboa).
Casou a 5 de junho de 1913 com D. Maria da Conceição Pina Mendonça Falcão, "fidalga de antiga linhagem".